# Кадишево (Лямбірський район)
Ка́дишево (рос. Кадышево, ерз. Кадышево) — присілок у складі Лямбірського району Мордовії, Росія. Входить до складу Первомайського сільського поселення.